# Kevin Alexander Clark
Kevin Alexander Clark (* 3. Dezember 1988 in Highland Park, Illinois; † 26. Mai 2021 in Chicago, Illinois) war ein US-amerikanischer Musiker und Filmschauspieler.

## Leben
Mit drei Jahren begann Clark Schlagzeug zu spielen, nahm aber erst seit der fünften Klasse Schlagzeugunterricht. Außerdem spielte er Violine, Gitarre, Cello und Klavier. Er besuchte die Highland Park High School (HPHS) und war dort auch Mitglied in der Schul-Jazzband und in der Schul-Konzertband. 
Im Jahr 2003 nahm er an einem Castingverfahren teil, da ein Schlagzeugspieler gesucht wurde, und bekam die Rolle des Freddy Jones an der Seite von Jack Black in School of Rock. School of Rock blieb die einzige Kinorolle von Kevin Alexander Clark. Er war der Musik weiter treu und lebte als professioneller Schlagzeuger in Chicago.
Clark starb am 26. Mai 2021 im Alter von 32 Jahren bei einem Verkehrsunfall, als ein Auto sein Fahrrad erfasste. Jack Black schrieb auf Instagram: „Verheerende Nachrichten. Kevin ist von uns gegangen. Viel zu früh. Wunderschöne Seele. So viele tolle Erinnerungen. Mein Herz ist gebrochen.“

## Filmografie
- 2003: School of Rock
- 2003: The Tonight Show with Jay Leno (Musik-Gast)

## Auszeichnungen
- 2004: MTV Movie Award (Kategorie „Bestes On-Screen Team“: Jack Black & die School of Rock Band)